# Christian Yelich
Christian Stephen Yelich (ur. 5 grudnia 1991) – amerykański baseballista występujący na pozycji lewozapolowego w Milwaukee Brewers.

## Przebieg kariery
Po ukończeniu szkoły średniej w 2010 został wybrany w 1. rundzie draftu z numerem 23. przez Miami Marlins i początkowo grał w klubach farmerskich tego zespołu, między innymi w Jacksonville Suns, reprezentującym poziom Double-A. W Major League Baseball zadebiutował 23 lipca 2013 w przeciwko Colorado Rockies, w którym zaliczył trzy uderzenia i dwa RBI. Pierwszego home runa zdobył 8 sierpnia 2013 w spotkaniu z Pittsburgh Pirates.
W sezonie 2014 zanotował najlepszy fielding percentage (0,996) w National League spośród lewozapolowych i otrzymał Złotą Rękawicę. W 2016 został wyróżniony spośród zapolowych, otrzymując po raz pierwszy w swojej karierze Silver Slugger Award.
W styczniu 2018 w ramach wymiany zawodników przeszedł do Milwaukee Brewers. W lipcu 2018 po raz pierwszy w karierze otrzymał powołanie na Mecz Gwiazd MLB. W sezonie 2018 został pierwszym zawodnikiem w historii klubu, który zanotował najlepszą średnią uderzeń w lidze (0,326). Do zdobycia Potrójnej Korony zabrakło mu dwóch home runów i jednego RBI. W tym samym roku został wybrany najbardziej wartościowym zawodnikiem w National League.
W sezonie 2019 po raz drugi z rzędu został najlepszym uderzającym w National League ze średnią 0,329, a w głosowaniu do nagrody MVP zajął 2. miejsce za Codym Bellingerem z Los Angeles Dodgers
.

## Nagrody i wyróżnienia
| Nagroda/wyróżnienie     | Lata             | Źródło      |
| MVP National League     | 2018             | [ 9 ]       |
| 2× All-Star             | 2018, 2019       | [ 7 ]       |
| Gold Glove Award        | 2014             | [ 5 ]       |
| 3× Silver Slugger Award | 2016, 2018, 2019 | [ 1 ] [ 6 ] |
| 2× Hank Aaron Award     | 2018, 2019       | [ 11 ]      |